# Парин, Василий Васильевич
Васи́лий Васи́льевич Па́рин (5 (18) марта 1903, Казань — 15 июня 1971, Москва) — советский физиолог, академик АН СССР (1966) и АМН СССР (1944). Автор классических исследований рефлекторной регуляции лёгочного кровообращения, открыватель одного из механизмов, регулирующих приток крови к сердцу («рефлекс Парина»).

## Семья
Сын хирурга В. Н. Парина, брат хирурга и травматолога, заслуженного деятеля науки РСФСР Б. В. Парина, муж Нины Париной (урождённая Марко), зять химика Д. М. Марко, отец ихтиолога Н. В. Парина, переводчика и критика А. В. Парина и Василия Васильевича Парина (1936—2001), доктора медицинских наук, сотрудника Института фармакологии и химиотерапии Академии медицинских наук СССР

## Биография
Окончил медицинский факультет Пермского госуниверситета (1925).
- 1927—1932 — преподаватель Пермского госуниверситета.
- 1931—1933 — профессор, заведующий кафедрой физиологии и декан биологического факультета в Пермском индустриально-педагогическом институте.
- 1933—1941 — заведующий кафедрой физиологии, декан лечебного факультета, директор Свердловского медицинского института[6][7].
- 1939 — член ВКП(б).
- январь 1941 — защита диссертации «Роль лёгочных сосудов в регуляции кровообращения» на получение степени доктора медицинских наук.
- 1941—1943 — профессор, заведующий кафедрой нормальной физиологии и директор 1-го Московского медицинского института им. И. М. Сеченова[8].
- После начала войны организовывал эвакуацию учёных: по распоряжению министра здравоохранения СССР Г. А. Митерева Парин вывез в эшелоне Наркомздрава 20 профессоров и 40 других сотрудников института в Уфу и вернулся в Москву в ноябре 1941 года[8][9]. После этого был несправедливо обвинён районным комитетом ВКП(б) в том, что 16 октября 1941 года, под влиянием слухов о скорой сдаче Москвы немцам, в панике выехал из города со своими заместителями и кассой института, «оставив без руководства госпиталь с ранеными (около 200 человек), ряд клиник с больными, коллектив профессорско-преподавательского состава и студентов»[10]. После обсуждения дела 25 ноября 1941 года бюро комитета отменило решение об исключении В. В. Парина из партии[11].
- 1942—1945 — заместитель наркома здравоохранения СССР.
- 1944 — один из учредителей Академии медицинских наук СССР и её первый учёный секретарь.

### Арест
- 18 февраля 1947 — после возвращения из четырёхмесячной командировки в США арестован по обвинению в шпионаже в пользу США[12][7], учёному инкриминировали передачу на Запад медицинских технологий, разработанных сотрудниками АМН СССР Н. Г. Клюевой и Г. И. Роскиным.
- 8 апреля 1948 — приговор 10 лет ИТЛ (по другой версии — 25 лет ИТЛ)[12], осуждён по ст. I ч. II Указа През. Верх. Совета СССР от 15.ХI.43 г. «Об ответственности за разглашение государственной тайны и за утрату документов, содержащих государственную тайну»[13]. Во Владимирской тюрьме в соавторстве с Д. Л. Андреевым и Л. Л. Раковым им написан пародийный псевдобиографический словарь вымышленных знаменитостей «Новейший Плутарх. Иллюстрированный биографический словарь воображаемых знаменитых деятелей всех стран и времён» (издан в 1991 году).

«Ещё до моего переезда в Москву разразилась история с открытием препарата от рака Клюевой и Роскина. (…) Их препарат якобы приводил к обратному развитию ряда опухолей у мелких животных. Клиническая проверка была предпринята некоторыми онкологами-хирургами, в том числе моим однокурсником Нисневичем, бородачом Святухиным и прочими сомнительными личностями. Было объявлено, что новый препарат излечивает рак. Имена учёных-новаторов попали в официальные партийные документы. Средство должно было прославить советскую науку, страну социализма, Оно не должно было быть преждевременно передано за границу. И вот академик-секретарь Академии и бывший замминистра здравоохранения по науке профессор В. В. Парин во время своего пребывания в Соединённых Штатах сообщил об этом открытии на научном собрании. Он желал, конечно, блеснуть успехами советской науки (из патриотизма). По приезде сразу с аэродрома Парин был доставлен в Кремль, и сам Сталин заявил ему: „За сколько сребреников вы продали Родину?“ После чего Парина прямо отвезли на Лубянку. Он сидел во Владимирской тюрьме около четырёх лет. Конечно, всем было ясно, что Парин не мог, как неспециалист, продать „секрета открытия“ (он, правда, получил какую-то небольшую сумму денег в долларах за лекции), да и, как вскоре выяснилось, нечего было продавать», — вспоминает его коллега А. Л. Мясников.

«Мой отец был крупным советским физиологом, занимался прежде всего кровообращением. Он был одним из создателей Академии медицинских наук в 1944 году, занимал пост заместителя министра здравоохранения. В 1946 году он был направлен на шесть месяцев в США по линии научного обмена, а по возвращении его обвинили в разглашении государственной тайны (передаче американским учёным данных о препарате круцине, который предлагался микробиологами Клюевой и Роскиным для лечения рака) и арестовали (февраль 1947). Сталин собственными устами определил ситуацию: „Я Парину не доверяю“, и приговор последовал весьма суровый: двадцать пять лет заключения. Вскоре после осуждения был устроен так называемый „суд чести“ в клубе Дома на набережной, где В. В. Парина приговорили к общественному осуждению как американского шпиона и врага народа. Драматург А. Штейн написал пьесу „Закон чести“ и сценарий фильма „Суд чести“ (Сталинская премия), в которых выведена позорная история падения советского учёного, „продавшегося за авторучку“.
Освободили моего отца в конце октября 1953 года, сначала без реабилитации. Потом он был восстановлен во всех правах. Занимался космической медициной, его избрали в академики „большой академии“ — Академии наук СССР. Он руководил крупнейшими научными институтами, ездил на международные конгрессы, публиковал статьи и книги.
На всю жизнь поняв оборотную сторону советского строя, он никаких иллюзий по отношению к власти не питал», — вспоминает сын учёного музыковед Алексей Парин.

### После освобождения
29 октября 1953 года — освобождён (13 апреля 1955 полностью реабилитирован). Заведующий лабораторией Института терапии АМН СССР (1954—1956).
К 1955 году работал в ВИНИТИ[уточнить]. Тогда же, осенью 1955 года, подписал «Письмо трёхсот», ставшее причиной отставки Лысенко с поста президента ВАСХНИЛ.
В 1956—1960 годах — профессор Центрального института усовершенствования врачей. Академик-секретарь (1957—1960), вице-президент (1963—1966) Академии медицинских наук СССР.
- 1960—1965 — директор Института нормальной и патологической физиологии АМН СССР.
- 1965—1969 — директор Института медико-биологических проблем Минздрава СССР.
- 1969—1971 — заведующий Лабораторией проблем управления функциями организма человека и животных АН СССР.

Василий Васильевич Парин скончался 15 июня 1971 года, похоронен на Новодевичьем кладбище в Москве, где позже были похоронены его жена и сын Василий.

## Память
В Москве в память о В. В. Парине установлены мемориальные доски на Беговой улице (дом № 11) и Хорошёвском шоссе (дом № 76а).
Именем учёного названы улицы в Казани и Екатеринбурге (до 2020 года носила имя Николая Тимофеева-Ресовского).

## Направления исследований
Основные исследования по проблемам нормальной и патологической физиологии кровообращения, использованию принципов кибернетики и новой техники в физиологии и медицине, а также по проблемам космической биологии и медицины. Парину принадлежат классические исследования рефлекторной регуляции лёгочного кровообращения, им открыт один из механизмов, регулирующих приток крови к сердцу («рефлекс Парина»). Парин активно участвовал в организации и проведении медико-физиологических экспериментов на борту искусственных спутников Земли и космических кораблей.
Действительный член Международной академии астронавтики (1964), почётный член Академии наук СРР, Чехословацкого медицинского общества им. Я. Пуркинье, Карлова университета в Праге и др. зарубежных обществ и университетов.